# NGC 5742
NGC 5742 é uma galáxia lenticular (S0) localizada na direcção da constelação de Libra. Possui uma declinação de -11° 48' 35" e uma ascensão recta de 14 horas, 45 minutos e 36,8 segundos.
A galáxia NGC 5742 foi descoberta em 1886 por Frank Leavenworth.